# Washington (zvezna država)
Washington (angleška izgovorjava: /ˈwɒʃɪŋtən/) [uášingt'n] je zvezna država Združenih držav Amerike, del Pacifiškega severozahoda na severozahodu države. Na severu meji na kanadsko provinco Britanska Kolumbija, na vzhodu na Idaho, na jugu na Oregon ter na vzhodu na Tihi ocean. Je 18. največja ameriška zvezna država po površini in 13. po številu prebivalcev. Po podatkih iz leta 2021 je imela skoraj osem milijonov prebivalcev. Glavno mesto je Olympia, največje pa Seattle. V metropolitanskem območju slednjega živi večina prebivalcev.
Imenuje se po prvem ameriškem predsedniku Georgeu Washingtonu. Oblikovana je bila iz dela ozemlja, ki ga je leta 1846 Združenim državam prepustil Britanski imperij po določilih Oregonske pogodbe, s katero je bil razrešen ozemeljski spor. Leta 1889 je bila sprejeta v zvezo. Zdaj je ena gospodarsko najuspešnejših in najbolj socialno liberalnih ameriških zveznih držav. Za razločevanje od ameriške prestolnice Washington, D.C., ji pogosto pravijo Washington State.